# Pieter Hugo

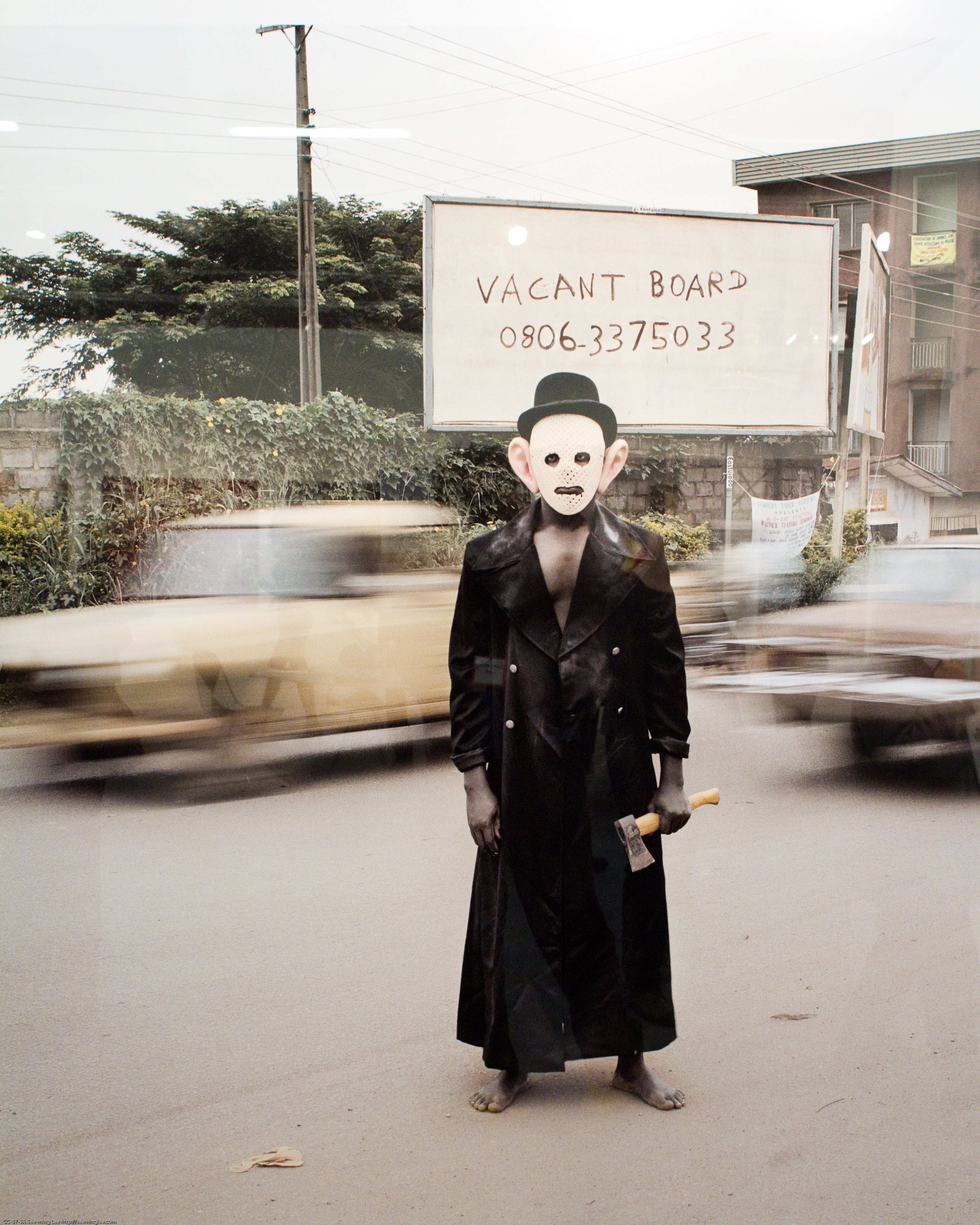
Fotografie von Pieter Hugo aus der Serie „Nollywood Escort Kama“ (2008)

Pieter Hugo (* 29. Oktober 1976 in Johannesburg) ist ein südafrikanischer Fotograf, der sich mit Porträts und Dokumentationen aus seiner Heimat Südafrika und Afrika befasst. Hugo lebt und arbeitet in einem Loft in Kapstadt mit Blick auf den Tafelberg.

## Ausstellungen (Auswahl)
- 2012: This Must Be the Place. Fotomuseum Den Haag und Musée de l’Elysée, Lausanne. Katalog.
- 2013:  This Must Be The Place – Ausgewählte Werke 2003-2012. Palast der Künste, Budapest[2]
- 2015: Pieter Hugo – Kin. Stiftung Henri-Cartier-Bresson, Paris.
- 2017: Pieter Hugo – Between the Devil and the Deep Blue Sea. Kunstmuseum Wolfsburg, Wolfsburg. Katalog.[3][4]

Darüber hinaus sind Werke von Pieter Hugo in öffentlichen Museen zu sehen, etwa in der permanenten Ausstellung „Lebendige Traditionen, Kreative Gegenwart. Kunst aus Afrika“ im Museum Fünf Kontinente in München.

## Dokumentationen
Fotobände
- Ausstellungskatalog: Between the Devil and the Deep Blue Sea, Prestel, München 2017, ISBN 978-3-7913-8352-1.
- mit Ben Okri: Kin. Aperture, New York City, USA 2014, ISBN 978-1-59711-301-4.
- Ausstellungskatalog: This must Be the Place, Prestel Verlag, München 2012, ISBN 978-3-7913-4689-2.
- Permanent Error. Prestel Verlag, München 2011, ISBN 978-3-7913-4520-8. (Wertstoffsucher auf Müllhalden in Ghana)[5]
- Nollywood. In englischer Sprache; Prestel Verlag, München 2009, ISBN 978-3-7913-4312-9. (Nigerianischer Film).
- The Hyena and Other Men. Prestel Verlag, München 2007, ISBN 978-3-7913-3960-3. (Hyänen-Menschen in Nigeria).
- Musina/Messina. Punctum Press, Rom 2007, ISBN 978-88-95410-03-6. (Das Leben in Musina, der nördlichsten Stadt Südafrikas).
- Rwanda 2004: Vestiges of a Genocide. Punctum Press, Rom 2006, ISBN 88-89412-20-8. (Spuren des Völkermords in Ruanda).

Photoserien
- La Cucaracha, 2019.
- Flat Noodle Soup Talk, 2015–2016.
- Californian Wildflowers, 2014.
- There’s a Place in Hell for Me and My Friends, 2011.
- Gadawan Kura – The Hyena Men Series II, 2007.
- Looking Aside. (Über das Wegschauen bei Behinderten etc.).
- The Bereaved. (Photoserie über die Hinterbliebenen von Verstorbenen), 2005.

Musikvideo
- Spoek Mathambo: Control. 3'33 Min. (aufgenommen mit einer Canon-Kamera).